# Karen Uhlenbeck
Karen Keskulla Uhlenbeck, född 24 augusti 1942 i Cleveland, Ohio, är en amerikansk matematiker, professor vid University of Texas i Austin.
År 2019 blev Uhlenbeck den första kvinnan att emotta Abelpriset, för sina "banbrytande insatser inom geometriska partiella differentialekvationer, gaugeteori och integrerbara system".